# Побачення у Вегасі
Побачення у Вегасі — українська кінокомедія режисера Сергія Вейна 2020 року. Стрічка вийшла в український прокат 5 березня 2020 року.

## Сюжет
Успішний рекламщик Артем (Микита Бичков-Андрієвський) отримує завдання від своєї начальниці (Оля Полякова) підписати контракт із важливим клієнтом. Все б нічого, але це треба зробити в Лас-Вегасі. До того ж разом із ним до Лас-Вегасу з України вирушає його конкурентка Оксана (Марина Д'яконенко). Красунчик Артем має виконати завдання за будь-яку ціну. Через сварку їх висаджують серед поля і вони мають дістатися автомобілем до міста казино. Пригоди переплітаються із любовною історією.

## У ролях
У фільмі знімалися:

| Актор                      | Роль            |
| -------------------------- | --------------- |
| Микита Бичков-Андрієвський | Артем           |
| Марина Д'яконенко          | Оксана          |
| Оля Полякова               | бос Артема      |
| Володимир Остапчук         | капітан літака  |
| Дар'я Петрожицька          | стюардеса       |
| Михайло Кукуюк             | бренд менеджер  |
| Таїсія-Оксана Щурук        | секретарка      |
| Ахмед Есмурзієв            | психолог        |
| Наталія Глоба              | дівчина у клубі |
| Вова зі Львова             | камео           |
| Ерік Робертс               | камео           |
| Вадим Галигін              | камео           |

## Виробництво

### Кошторис
Продюсери та виробники фільму не розголошують кінцевий бюджет фільму.

### Фільмування
Основне знімання фільму відбулося у грудні 2019 року в Києві. Частину сцен було зафільмовано в пустелях Невади, в США.

### Саундтрек
Головну пісню «Літаки» до саундтреку фільму написав гурт KAZKA, який було представлено 12 лютого 2020 року. Пісня «Літаки» також увійшла до нового альбому гурту — Nirvana.

## Реліз
Перший трейлер фільму з'явився 13 січня 2020 року. Стрічка вийшла в український прокат 5 березня 2020 року; дистриб'ютор — Вольґа Україна.